# バナナステーキ
『バナナステーキ』は2014年2月7日から2015年3月7日までひかりTV、tvkほかで放送されていたバラエティ番組。バナナマンの冠番組であり、バナナマン2人による立ち話や旅ロケ、後輩芸人が参加するコーナーなどから構成されていた。
2009年4月7日から2013年3月26日までTOKYO MXほかで放送されていた『バナナ炎』（バナナファイア）、2012年6月5日から2013年3月26日まで放送されたリニューアル番組である『バナナ炎炎』の実質継続番組。